# Edgefield (Louisiana)
Edgefield és una població dels Estats Units a l'estat de Louisiana. Segons el cens del 2000 tenia 190 habitants.

## Demografia
Segons el cens del 2000, Edgefield tenia 190 habitants, 83 habitatges, i 59 famílies. La densitat de població era de 293,4 habitants/km².
Dels 83 habitatges en un 25,3% hi vivien nens de menys de 18 anys, en un 59% hi vivien parelles casades, en un 9,6% dones solteres, i en un 28,9% no eren unitats familiars. En el 27,7% dels habitatges hi vivien persones soles el 16,9% de les quals corresponia a persones de 65 anys o més que vivien soles. El nombre mitjà de persones vivint en cada habitatge era de 2,29 i el nombre mitjà de persones que vivien en cada família era de 2,78.
Per edats la població es repartia de la següent manera: un 21,1% tenia menys de 18 anys, un 7,9% entre 18 i 24, un 23,7% entre 25 i 44, un 24,7% de 45 a 60 i un 22,6% 65 anys o més.
L'edat mediana era de 43 anys. Per cada 100 dones de 18 o més anys hi havia 87,5 homes.
La renda mediana per habitatge era de 25.521 $ i la renda mediana per família de 31.250 $. Els homes tenien una renda mediana de 30.417 $ mentre que les dones 21.250 $. La renda per capita de la població era de 16.791 $. Entorn del 10,7% de les famílies i el 14,2% de la població estaven per davall del llindar de pobresa.

## Poblacions més properes
El següent diagrama mostra les poblacions més properes.